# .ni
.ni is het achtervoegsel van domeinnamen van Nicaragua.